# Kayamba
Il kayamba è uno strumento musicale tradizionale del popolo Luo dell'Africa centro-orientale appartenente alla categoria degli idiofoni. 
È formato da due tavolette sottili, generalmente in legno, tenute insieme da un particolare intreccio di fili d'erba e di sisal, che serrano uno strato interno fatto di piccoli ciottoli, fagioli o altri semi. Quando lo strumento viene agitato o ruotato dal musicista, produce un suono ritmico delicato, simile per certi aspetti a quello prodotto dal bastone della pioggia. Alcuni kayamba hanno delle maniglie laterali per facilitare il battimento ritmico.
È uno strumento d'accompagnamento delle danze e dei canti cerimoniali, come lo shekere e le krakeb della musica gnawa.